# Midgard (Rollenspiel)
Midgard ist ein Fantasy-Rollenspiel. Es ist das erste deutschsprachige Rollenspiel aus Deutschland.
Trotz des Namens hat das Rollenspiel nichts mit dem mythologischen Midgard gemein.

## System
Midgard ist im Gegensatz zu Dungeons & Dragons kein stufenbasiertes System. Die Charaktere haben zwar eine Stufe (bei Midgard „Grad“ genannt), diese zeigt aber nur an, wie viel der Charakter in seinem Leben schon gelernt hat (Erfahrung) und ist selten Voraussetzung, um etwas zu lernen. Es gibt 15 Charakterklassen, diese bestimmen aber nur, wie leicht oder schwer einem Charakter das Lernen einer Fähigkeit fällt. Die meisten Fähigkeiten können theoretisch von fast jeder Klasse gelernt werden, nur fällt dies mancher Klasse schwerer als anderen – beispielsweise kann auch ein Krieger rein theoretisch später das Zaubern lernen, was allerdings sehr teuer für ihn wird.
An Würfeln verwendet das System einen W100 (meistens durch zwei W10 ersetzt), einen W20, den klassischen W6 sowie seit der neuesten Ausgabe auch den W3 (die Zahl gibt die Seitenzahl des Würfels an, siehe Spielwürfel).
Midgard führte (in der 1985er-Ausgabe) als erstes Rollenspiel die Trennung von Ausdauerpunkten und Lebenspunkten ein, wobei erstere im Laufe einer Kampagne stark gesteigert werden können, während letztere (fast) konstant bleiben. Dadurch können auch hochgradige Charaktere nicht völlig gefahrlos in Kämpfe ziehen – sie sind zwar weniger schnell erschöpft, aber ein gezielter Treffer ist für sie eben genauso tödlich wie für einen „Anfänger“.

## Spielwelt
Da es sich bei Midgard um ein Fantasy-Rollenspiel handelt, verwundert es kaum, dass Midgard viele Ähnlichkeiten mit J. R. R. Tolkiens Welt aus dem Herrn der Ringe hat. Der Spieler wird sicher auf Elfen, Zwerge und Halblinge treffen (wobei die gewöhnlichen Menschen aber deutlich häufiger auftreten), aber auch Drachen, Trolle und natürlich verschiedenste Formen der Magie sind nicht gerade selten. Jedoch ist die Midgard-Spielwelt kulturell deutlich vielfältiger gestaltet als Tolkiens bewusst „europäisches“ Mittelerde. Im Spiel tauchen die meisten irdischen Kulturen mit Ausnahme der nordamerikanischen in leicht abgewandelter oder kombinierter Form auf. Im Gegensatz zum eher renaissanceartigen Aventurien ist die Midgard-Welt weitaus archaischer konzipiert, größtenteils ist sie frühmittelalterlich geprägt, auch wenn es stark vom Rest der Welt abgeschnittene Regionen gibt, die sich noch auf dem Stand der Steinzeit befinden, und das Zentrum Midgards sich auf dem Weg in die Renaissance befindet. Mit Myrkgard gibt es eine zweite Spielwelt, die eine düstere Parallelwelt zu Midgard bietet.

### Midgard
Der bekannte Teil Midgards besteht aus vier Kontinenten.
In der Mitte der Karte liegt das „Meer der fünf Winde“.
An dieses grenzt im Nordwesten der europäisch geprägte Kontinent Vesternesse mit den Ländern Alba, Chryseia, Erainn, Ywerddon, Clanngadan und Fuardain.
Südlich von Vesternesse liegt Lamaran mit den Küstenstaaten, Eschar, Urruti und Buluga sowie dem Ikengabecken. Östlich des Meeres der fünf Winde liegt Sirao, ein asiatisch geprägter Kontinent.
Zu Sirao gehören Waeland, Moravod, die tegarische Steppe, Aran, Medjis, KanThaiPan, Rawindra und das Inselreich Minangpahit.
Im fernen Westen der bekannten Welt liegt der Kontinent Huaxal, dazu gehören Nahuatlan, ein Staat mit südamerikanisch-indianischer Kultur, und südlich davon die „Feuerinseln“. Ungefähr in der Mitte des Meeres der fünf Winde liegt die Valianische Inselgruppe, der Überrest des im „Krieg der Magier“ untergegangenen Imperiums.

### Myrkgard
2003 wurde über einen Abenteuer-Zyklus und einen Quellenband eine Parallelwelt zu Midgard, die sehr viel düsterer ist, eingeführt. In dieser haben 800 Jahre vor der aktuellen Handlung die sogenannten Dunklen Seemeister den Krieg der Magier gewonnen. Den Spielern stellen sich hier interessante und gefährliche Abenteuermöglichkeiten – ohne Rückendeckung der „guten“ Götter (es ist jedoch möglich, zwischen den Welten zu wandern).

## Geschichte
1978 veröffentlichte Jürgen Franke im Selbstverlag ein Regelwerk unter dem Namen „Empires Of Magira“. Angesiedelt war dieses erste Rollenspiel in der Fantasywelt Magira (bekannt aus den Romanen des Autors Hugh Walker und aus einer kontinuierlichen Spielrunde des Tabletop-Simulationsspiels Armageddon), auf die aber wegen Lizenzstreitigkeiten später verzichtet werden musste.
1981 wurde das verbesserte Spiel unter dem neuen Namen Midgard veröffentlicht.
Es stellte weiterhin die Welt Magira vor, wobei Midgard nie von den Regeln her an eine bestimmte Spielwelt oder an eine bestimmte (mehr oder weniger esoterische) Philosophie gebunden war. So gibt es etwa statt eines Geweihten eines speziellen namentlich fixierten Gottes bei Midgard den neutralen „Herrschaftspriester“ – um welche Herrschergottheit der Spielwelt es sich genau handelt, bleibt dabei Spielleiter und Spielern überlassen. Auch sonst bevorzugt Midgard sprachlich eher das Unprätentiöse – „Spielleiter“ statt „Meister“, „Abenteurer“ statt „Held“ etc.
1983 wurde die Regelerweiterung Midgard II veröffentlicht.
1985 erschien das überarbeitete Regelwerk in den zwei Büchern Midgard – Das Fantasy-Rollenspiel und Midgard – Schlüssel zum Abenteuer. Die Regeln waren dafür beinahe vollständig umgekrempelt worden – ca. 20 Klassen statt vorher vier, Einführung der Ausdauerpunkte/Lebenspunkte-Unterscheidung, umfangreiches System von Fertigkeiten etc. Dies war die letzte Edition, die noch (im Anhang) die Welt Magira vorstellte, und die in J. Frankes eigenem Verlag für Fantasy und Science Fiction Rollenspiele (kurz VF&SF) erschien.
1989 und 1991 erschien beim Spielehersteller Klee Spiele die dritte, nur wenig veränderte, Edition des Regelwerkes erstmals als Box. Ab jetzt hieß auch die zugrunde gelegte Welt „Midgard“ und war eng an Magira angelehnt. Sogar einige Ländernamen wurden unverändert beibehalten. Danach wurde es etwas still um Midgard. Der zweite Teil des Regelwerks war bald vergriffen und wurde nicht neu aufgelegt. Auch neue Abenteuer-Module erschienen nur noch relativ selten.
Das Abenteuer beginnt, eine abgespeckte Einstiegsbox, erschien 1999 bei Pegasus Press. Diese basierte zum großen Teil bereits auf den Regeln der vierten Edition, die in den Folgejahren erschienen. Aber auch die vierte Edition war mäßig verändert gegenüber den 1985er- und 1989er-Ausgaben.
2000 erschien nach langer Pause mit Midgard – Das Arkanum der Magieteil der vierten Edition des Regelwerkes als Hardcover. Ihm folgte 2001 Midgard – Das Fantasy-Rollenspiel, 2002 Midgard – Das Kompendium mit ein paar zusätzlichen Regeln und 2003 Midgard – Das Bestiarium, welches die verschiedenen Kreaturen Midgards beschreibt.
2006 ist mit Midgard – Meister der Sphären – unter dem eigenen Verlagslabel Midgard Press – der letzte Teil dieser Reihe erschienen. Zum 25-jährigen Jubiläum des Rollenspiels 2006 erschien das komplette Regelwerk in einer drei-bändigen Luxusausgabe, wieder unter dem alten VFSF-Verlag der 1985er-Ausgabe. Mit Der Kodex, Das Bestarium und Das Arkanum ist das komplette Midgard-Regelwerk als Luxusausgabe veröffentlicht.
2007 erschien im Oktober nach langen Vorarbeiten und zahlreichen Testspielen Midgard – das Brettspiel als Würfel- und Strategiespiel in der bekannten Midgard-Welt als Lizenzprodukt. Speziell für Rollenspiel-Einsteiger wurde die Serie Runenklingen aufgelegt. Der erste Band Runenklingen 1: Klingensucher der mehrteiligen Reihe beginnt mit einem Comic zur Einführung des Geschehens und Spielfiguren und erschien ebenfalls im Oktober.
2008 begann der Verlag vergriffene Abenteuer als käufliches PDF wieder verfügbar zu machen. Zudem wurde ein komplett neues Abenteuer als käufliches PDF anstatt wie üblich als Printpublikation veröffentlicht. Die Fortsetzung Runenklingen 2: Wolfswinter erschien im Februar 2008, im Juni schließlich Finstermal.
2009 erlebte die Fangemeinde die überarbeitete Neuauflage des seit längerem vergriffenen Alba Quellenbuchs sowie mit einem Quellenbuch zur Kultur der Zwerge die erste Kulturbeschreibung zu einem der nicht-menschlichen Völker. In der Fangemeinde wurden drei Romane vor dem Hintergrund der Spielwelt veröffentlicht. 2010 erschienen zwei völlig neue offizielle Quellenbücher und weitere Romane aus der Fangemeinde.
2013 erschien schließlich eine grundlegend überarbeitete Neuauflage der Grundregeln, Midgard 5, bei Midgard Press. Zum ersten Mal wurde die Spielergemeinde in den Überarbeitungsprozess eingebunden (Open Innovation) und viele Wünsche, Erfahrungen und Anregungen berücksichtigt. In der Neuauflage wurden die Regeln von altem Ballast befreit, vereinfacht und eine Neuausrichtung auf Ein- und Umsteiger vollzogen.
Im Juni 2021 wurde bekannt gegeben, dass Midgard ab 2024 durch Pegasus Spiele weiterentwickelt und verlegt wird. In diesem Zuge soll eine sechste Regeledition erscheinen, und neues Quellenmaterial eine Parallelwelt des bisherigen Midgard beschreiben.
Im November 2021 wurde eine Neuauflage der ersten Regeledition veröffentlicht. Die Auflage vereint die Regelbücher Midgard 1 und 2 in einem Hardcover.

## Regelwerke

### Midgard 1 (1981)
- Midgard 1. Verlag für F & SF-Spiele, ISBN 3-924714-01-0.
- Midgard 2. Verlag für F & SF-Spiele, ISBN 3-924714-02-9.

### Midgard 2 (1985)
- Midgard – Das Fantasy-Rollenspiel. Verlag für F & SF-Spiele, ISBN 3-924714-06-1.
- Midgard – Schlüssel zum Abenteuer. Verlag für F & SF-Spiele, ISBN 3-924714-08-8.

### Midgard 3 (1989)
- Midgard – Das Fantasy-Rollenspiel. Klee Spiele, ISBN 3-924714-50-9.
- Midgard – Welt der Abenteuer. Klee Spiele, ISBN 3-924714-51-7.

### Midgard 4 (2000)

#### Grundregeln
- Midgard – Das Fantasy-Rollenspiel. Pegasus Spiele, ISBN 3-930635-21-6.
- Midgard – Das Arkanum. Midgard Press, ISBN 978-3-924714-82-6.

#### Ergänzungsregeln
- Midgard – Das Bestiarium. Pegasus Spiele, ISBN 3-930635-59-3.
- Midgard – Das Kompendium. Pegasus Spiele, ISBN 3-930635-79-8.
- Midgard – Meister der Sphären. Midgard Press, ISBN 3-924714-78-9.

#### Luxusausgabe
- Midgard – Der Kodex. Verlag für Fantasy- und Science Fiction-Spiele, ISBN 978-3-924714-75-8.
- Midgard – Das Bestiarium. Verlag für Fantasy- und Science Fiction-Spiele, ISBN 978-3-924714-77-2.
- Midgard – Das Arkanum. Verlag für Fantasy- und Science Fiction-Spiele, ISBN 978-3-924714-76-5.